# Один цент (Голова індіанця)
Один цент (Голова індіанця) (англ. Indian Head cent) — мідна розмінна монета США, яка карбувалася у 1859-1909 роках. 

## Історія
Монета поділяється на два типи за дизайном реверсу: з дубовим вінком та щитом (англ. Oak wreath and shield) (1860-1909) і лавровим вінком (англ. Laurel wreath) (1859 рік). Також монета поділяється на два види за металом: мідно-нікелевий сплав (1859-1864) і мідь (1864-1909).
Формально ці монети не вилучені з обігу і дотепер можна розрахуватися у будь-якому американському магазині. У 1909 році монету замінив номінал один цент «Лінкольн».

## Карбування
Монета карбувалася на монетних дворах Філадельфії, Денвера і Сан-Франциско. Позначки монетних дворів розташовувалися під вінком на реверсі.
- Відсутня — монетний двір Філадельфії
- D — монетний двір Денвера
- S — монетний двір Сан-Франциско

За весь час було викарбувано понад 1 мільярд 900 мільйонів монет цього типу.

## Тираж
| Рік                           | Філадельфія                                       | Сан-Франциско |
| ----------------------------- | ------------------------------------------------- | ------------- |
| 1859                          | 36 400 000 (близько 800)                          |               |
| 1860                          | 20 566 000 (близько 1000)                         |               |
| 1861                          | 10 100 000 (близько 1000)                         |               |
| 1862                          | 28 075 000 (близько 550)                          |               |
| 1863                          | 49 840 000 (близько 460)                          |               |
| 1864 (мідно-нікелева) (мідна) | 13 740 000 (близько 370) 39 233 714 (близько 150) |               |
| 1865                          | 35 429 286 (близько 500)                          |               |
| 1866                          | 9 286 500 (близько 725)                           |               |
| 1867                          | 9 821 000 (близько 625)                           |               |
| 1868                          | 10 266 500 (близько 600)                          |               |
| 1869                          | 6 420 000 (близько 600)                           |               |
| 1870                          | 5 275 000 (близько 1000)                          |               |
| 1871                          | 3 929 500 (близько 960)                           |               |
| 1872                          | 4 042 000 (близько 950)                           |               |
| 1873                          | 11 676 500 (близько 1100)                         |               |
| 1874                          | 14 187 500 (близько 700)                          |               |
| 1875                          | 13 528 000 (близько 700)                          |               |
| 1876                          | 7 944 000 (близько 1150)                          |               |
| 1877                          | 852 500 (близько 1000)                            |               |
| 1878                          | 5 797 500 (близько 2350)                          |               |
| 1879                          | 16 228 000 (близько 3200)                         |               |
| 1880                          | 38 961 000 (близько 3955)                         |               |
| 1881                          | 39 208 000 (близько 3575)                         |               |
| 1882                          | 38 578 000 (близько 3100)                         |               |
| 1883                          | 45 591 500 (6609)                                 |               |
| 1884                          | 23 257 800 (3942)                                 |               |
| 1885                          | 11 761 594 (3790)                                 |               |
| 1886                          | 17 650 000 (4290)                                 |               |
| 1887                          | 45 223 523 (2960)                                 |               |
| 1888                          | 37 489 832 (4582)                                 |               |
| 1889                          | 48 866 025 (3336)                                 |               |
| 1890                          | 57 180 114 (2740)                                 |               |
| 1891                          | 47 070 000 (2745)                                 |               |
| 1892                          | 37 647 087 (2745)                                 |               |
| 1893                          | 46 640 000 (2195)                                 |               |
| 1894                          | 16 749 500 (2632)                                 |               |
| 1895                          | 38 341 474 (2062)                                 |               |
| 1896                          | 39 055 431 (1862)                                 |               |
| 1897                          | 50 464 392 (1938)                                 |               |
| 1898                          | 49 281 284 (1795)                                 |               |
| 1899                          | 53 598 000 (2031)                                 |               |
| 1900                          | 66 831 502 (2262)                                 |               |
| 1901                          | 79 609 158 (1985)                                 |               |
| 1902                          | 87 374 704 (2018)                                 |               |
| 1903                          | 85 092 703 (1790)                                 |               |
| 1904                          | 61 326 198 (1817)                                 |               |
| 1905                          | 80 717 011 (2152)                                 |               |
| 1906                          | 96 020 530 (1725)                                 |               |
| 1907                          | 108 137 143 (1475)                                |               |
| 1908                          | 32 326 367 (1620)                                 | 1 115 000     |
| 1909                          | 14 368 470 (2175)                                 | 309 000       |

(У дужках позначена кількість монет з якістю пруф)

## Опис

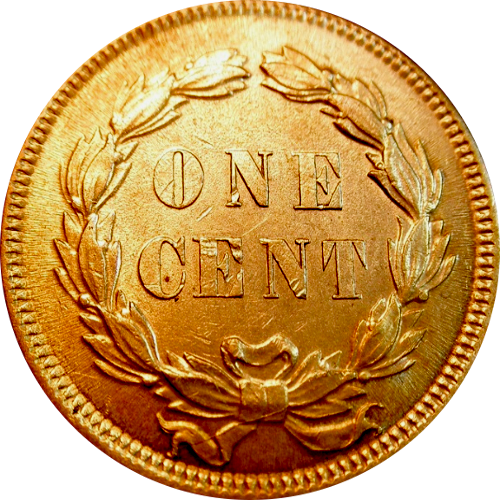
Реверс монети першого випуску (1859)

### Аверс
Зображення індіанця, по кругу монети скраю напис «UNITED STATES OF AMERICA», знизу рік випуску.

### Реверс
Перший випуск (1859): лавровий вінок, посеред якого позначення номіналу «ONE CENT». З 1860-го дизайн реверса було змінено, замість лаврового розміщено дубовий вінок, також з'явився щит з 13 вертикальними смугами, який символізував єдність держави, що було дуже актуально під час громадянської війни (1861-1864).